# نجم‌الدین راوندی
نجم‌الدین ابوبکر محمدبن علی‌بن سلیمان‌بن محمد الراوندی (زادهٔ ۵۵۰ هـ. ق (؟) در راوند کاشان) دانشمند، خطاط، شاعر و نویسندهٔ نامدار قرن ششم هجری و صاحب کتاب «راحةالصدور» است که شامل تاریخ خاندان سلجوقی از آغاز تا پایان دوره طغرل بن ارسلان در سال ۵۹۰ ه. ق و از منابع مهم پژوهش در تاریخ عصر سلجوقیان است.

## زندگی
نجم‌الدین محمدبن علی‌بن سلیمان راوندی در سال ۵۵۰ یا ۵۵۵ هجری قمری در راوند از شهرهای کاشان به دنیا آمد. در کودکی پدرش را از دست داد و در کنف حمایت دایی‌اش تاج‌الدین احمدبن‌محمد راوندی به تعلیم علوم مقدماتی پرداخت. وی همچنین به خوشنویسی و تذهیب علاقه‌مند شد و از راه استنساخ مصاحف و تذهیب و تجلید کتب امرار معاش می‌کرد. هنگامی که سلطان طغرل‌بن‌ارسلان سلجوقی به آموختن خطاطی تمایل یافت، دایی دیگر وی محمودبن‌محمد راوندی به استادی سلطان برگزیده شد و نجم‌الدین نیز دست‌نوشته‌های سلطان را تذهیب کرد و بدین ترتیب وارد دربار و از مقربان حکومت شد. نجم‌الدین پس از قتل طغرل در سال ۵۹۰ هـ. ق، دچار افسردگی و آشفتگی‌های روحی شد و به تحصیل فقه و شریعت پرداخت. به آسیای صغیر رفت و در خدمت غیاث‌الدین کیخسرو بن قلج ارسلان (۵۸۸–۶۰۷ هـ. ق) درآمد و معروف‌ترین اثر خود یعنی «اعلام الملوک المسمی براحةالصدور و آیةالسرور» را در اوایل قرن هفتم به نام وی تمام کرد. به گفته خود راوندی تألیف این کتاب از ۵۹۹ ه. ق تا ۶۰۳ ه. ق به طول انجامید. راوندی در کتاب راحه الصدور پس از ذکر سبب تألیف کتاب و ستایش عدل و انصاف که پراست از فواید ادبی و تاریخی، وارد بحث و تحقیق در دولت سلجوقیان شده و کار آنان را از ابتدا شرح داده و وقایع عهد سلاجقه بزرگ را تا پایان کار سلطان سنجر به تفصیل درآورده و آنگاه به ذکر سلجوقیان عراق تا پایان کار طغرل بن ارسلان و استیلای خوارزمشاهیان بر عراق پرداخته و در عین حال از اتابکان عراق و آذربایجان سخن گفته است. راوندی در انتهای کتاب فصل‌هایی دربارهٔ آداب شطرنج، شراب، مسابقه و تیراندازی، شکار کردن، اصول خط و… پرداخته است. راوندی تألیف دیگری در حوزه خطاطی به نام «فصل فی معرفة اصول الخط من الدائرة و النقط» نیز دارد.